# Премия имени Л. А. Чугаева
Премия имени Л. А. Чугаева — премия, присуждаемая РАН за выдающиеся работы в области химии комплексных соединений. Учреждена Академией наук СССР в 1969 году и вручалась раз в 2–3 года с 1971 по 1991 год. Российская академия наук вручает премию с 1994 года.

## Список награждённых
- 1971 — И. И. Черняев, Г. В. Эллерт, Р. Н. Щелоков — за монографию «Комплексные соединения урана»
- 1973 — А. Н. Ермаков, И. Н. Маров, В. К. Беляева — за серию работ по теме «Электронный парамагнитный резонанс — новый метод исследования комплексообразования в растворах»
- 1976 — Н. К. Давиденко, К. Б. Яцимирский, С. В. Волков — за цикл работ «Спектры и строение координационных соединений»
- 1980 — Н. М. Жаворонков — за цикл работ «Становление и развитие координационной химии»
- 1983 — Ю. Н. Кукушкин — за серию работ «Взаимное влияние лигандов в координационных соединениях»
- 1986 — Ю. А. Буслаев, Ю. В. Кокунов, Е. Г. Ильин — за цикл работ «Стереохимия комплексов элементов IV—VI групп»
- 1989 — Ю. А. Золотов, Б. Я. Спиваков, О. М. Петрухин — за цикл работ «Комплексообразование в экстракции»
- 1991 — М. А. Порай-Кошиц — за цикл работ «Стереохимические аспекты кристаллохимии и координационных соединений»
- 1995 — И. Л. Ерёменко, В. М. Новоторцев, А. А. Пасынский — за работу «Синтез, строение и магнетохимия гетерометаллических обменных кластеров»
- 1997 — В. И. Букин, Д. В. Дробот, А. М. Резник — за цикл работ «Координационная химия редких элементов с органическими лигандами»
- 2000 — В. Т. Калинников, Г. М. Ларин, Ю. В. Ракитин — за цикл работ «Электронное и геометрическое строение координационных соединений в модели углового перекрытия»
- 2003 — В. И. Минкин, А. Д. Гарновский, В. А. Коган — за цикл работ «Направленный синтез и стереодинамика координационных соединений металлов с азо- и азометиновыми лигандами»
- 2006 — Н. Т. Кузнецов, К. Ю. Жижин, Е. А. Малинина — за цикл работ «Координационные соединения кластерных анионов бора»
- 2009 — А. Ю. Цивадзе, Ю. Г. Горбунова — за цикл работ «Координационные соединения металлов с краун-замещенными фталоцианиновыми лигандами»
- 2012 — И. И. Моисеев, А. Е. Гехман, М. Н. Варгафтик — за цикл работ «Координационные соединения в промышленно важных окислительно-восстановительных реакциях»
- 2015 — В. Е. Фёдоров, В. П. Федин, Ю. В. Миронов — за цикл работ «Химия кластерных комплексов молибдена, вольфрама и рения»
- 2018 — О. Г. Синяшин, Ю. Г. Будникова и Д. Г. Яхваров — за серию работ «Координационные соединения в электрохимическом синтезе эффективных катализаторов и электрокатализаторов практически значимых реакций»
- 2021 – В. Ю. Кукушкин – за серию работ «Металлопромотируемые и металлокатализируемые превращения малых молекул»